# Scopula permutata
Scopula permutata är en fjärilsart som beskrevs av Otto Staudinger 1897. Scopula permutata ingår i släktet Scopula och familjen mätare. Inga underarter finns listade.